# Selago
Selago, biljni rod iz porodice Scrophulariaceae (strupnikovke), dio je tribusa Limoselleae, potporodica Scrophularioideae. 
Postoji 191 priznatih vrsta iz tropske i  Južne Afrike, . Tipična vrsta je polugrm ili grm Selago corymbosa ., 

## Opis
Polugrmovi i grmovi, obično razgranati ili ponekad jednogodišnje biljke. Listovi naizmjenični ili donji nasuprotni, ponekad skupljeni, rubovi uglavnom cjeloviti ili nazubljeni. Cvat na vrhu, šiljast, glavičast ili metličast, ponekad oblikuje gronju; cvjetovi ± sjedeći, bijeli, žuti ili ružičasti; brakteje uske ili široke, nešto duže od čaške. Čaška je kratka ili duboko 5-režnjevita. Cijev vjenčića kratka i široka ili izdužena, u grlu uvijek ± proširena. Prašnici 4, dvostruki, kratko ili jako izbočeni; filamenti filiformni; staminoda obično nema. Jajnik 2-lokularni; stil cijeli ili sitno nazubljen na vrhu. Plod uključen u čašku, često se dijeli na 2 merikarpa.

## Vrste
1. Selago abietina Burm. fil.
2. Selago acocksii Hilliard
3. Selago acutibractea Hilliard
4. Selago adenodes Hilliard
5. Selago albida Choisy
6. Selago albomarginata Hilliard
7. Selago albomontana Hilliard
8. Selago alopecuroides Rolfe
9. Selago amboensis Rolfe
10. Selago anatrichota Hilliard
11. Selago angolensis Rolfe
12. Selago angustibractea Hilliard
13. Selago articulata Thunb.
14. Selago aspera Choisy
15. Selago atherstonei Rolfe
16. Selago barabei (Mielcarek) Hilliard
17. Selago barbula Harv. ex Rolfe
18. Selago baurii (Hiern) Hilliard
19. Selago beaniana Hilliard
20. Selago bilacunosa Hilliard
21. Selago blantyrensis Rolfe
22. Selago bolusii Rolfe
23. Selago brevifolia Rolfe
24. Selago burchellii Rolfe
25. Selago burkei Rolfe
26. Selago canescens L.fil.
27. Selago capitellata Schltr.
28. Selago capituliflora Rolfe
29. Selago cecilae (Rolfe) Eyles
30. Selago cedrimontana Hilliard
31. Selago centralis Hilliard
32. Selago chalarantha Hilliard
33. Selago ciliata L.fil.
34. Selago cinerea L.fil.
35. Selago coerulea Rolfe
36. Selago compacta Rolfe
37. Selago comptonii Hilliard
38. Selago confusa Hilliard
39. Selago congesta Rolfe
40. Selago corymbosa L.
41. Selago crassifolia (Rolfe) Hilliard
42. Selago cryptadenia Hilliard
43. Selago cucullata Hilliard
44. Selago cupressoides Hilliard
45. Selago curvifolia Rolfe
46. Selago decipiens E.Mey.
47. Selago densiflora Rolfe ex Schinz
48. Selago diabolica Hilliard
49. Selago diffusa Thunb.
50. Selago dinteri Rolfe
51. Selago distans E.Mey.
52. Selago divaricata L.fil.
53. Selago dolichonema Hilliard
54. Selago dolosa Hilliard
55. Selago dregeana Hilliard
56. Selago eckloniana Choisy
57. Selago elongata Hilliard
58. Selago elsiae Hilliard
59. Selago esterhuyseniae Hilliard
60. Selago exigua Hilliard
61. Selago farrago Hilliard
62. Selago ferruginea Rolfe
63. Selago flanaganii Rolfe
64. Selago florifera Hilliard
65. Selago foliosa Rolfe
66. Selago fourcadei Hilliard
67. Selago fruticosa L.
68. Selago galpinii Schltr.
69. Selago geniculata L.fil.
70. Selago glabrata Choisy
71. Selago glandulosa Choisy
72. Selago gloiodes Hilliard
73. Selago glomerata Thunb.
74. Selago glutinosa E.Mey.
75. Selago goetzei Rolfe ex Engl.
76. Selago gossweileri Hilliard
77. Selago gracilis (Rolfe) Hilliard
78. Selago grandiceps Hilliard
79. Selago griquana Hilliard
80. Selago hermannioides E.Mey.
81. Selago heterotricha Hilliard
82. Selago hispida L.fil.
83. Selago huilana Hilliard
84. Selago hyssopifolia E.Mey.
85. Selago immersa Rolfe
86. Selago impedita Hilliard
87. Selago inaequifolia Hilliard
88. Selago inconstans Hilliard
89. Selago innata Markötter
90. Selago intermedia Hilliard
91. Selago karooica Hilliard
92. Selago kurtdinteri Hilliard
93. Selago lacunosa Klotzsch
94. Selago lamprocarpa Schltr. ex Rolfe
95. Selago lepida Hilliard
96. Selago leptothrix Hilliard
97. Selago levynsiae Hilliard
98. Selago lilacina Hilliard
99. Selago linearifolia Rolfe
100. Selago linearis Rolfe
101. Selago longicalyx Hilliard
102. Selago longiflora Rolfe
103. Selago longipedicellata Rolfe
104. Selago luxurians Choisy
105. Selago lydenburgensis Rolfe
106. Selago magnakarooica Hilliard
107. Selago marlothii Hilliard
108. Selago mediocris Hilliard
109. Selago melliodora Hilliard
110. Selago michelliae Hilliard
111. Selago micradenia Hilliard
112. Selago mixta Hilliard
113. Selago monticola J.M.Wood & M.S.Evans
114. Selago morrisii Rolfe
115. Selago mucronata Hilliard
116. Selago multiflora Hilliard
117. Selago multispicata Hilliard
118. Selago mundii Rolfe
119. Selago muralis Benth. & Hook.fil.
120. Selago myriophylla Hilliard
121. Selago myrtifolia Rchb.
122. Selago nachtigalii Rolfe ex Schinz
123. Selago namaquensis Schltr.
124. Selago neglecta Hilliard
125. Selago nigrescens Rolfe
126. Selago nigromontana Hilliard
127. Selago nyasae Rolfe
128. Selago oppositifolia Hilliard
129. Selago oresigena Compton
130. Selago pachypoda Rolfe
131. Selago paniculata Thunb.
132. Selago parvibractea Hilliard
133. Selago peduncularis E.Mey.
134. Selago perplexa Hilliard
135. Selago persimilis Hilliard
136. Selago pinguicula E.Mey.
137. Selago polycephala Otto ex Walp.
138. Selago polygala S.Moore
139. Selago polystachya L.
140. Selago praetermissa Hilliard
141. Selago procera Hilliard
142. Selago prostrata Hilliard
143. Selago psammophila Hilliard
144. Selago pulchra Hilliard
145. Selago punctata Rolfe
146. Selago pustulosa Hilliard
147. Selago ramosissima Rolfe
148. Selago recurva E.Mey.
149. Selago rehmannii Rolfe
150. Selago retropilosa Hilliard
151. Selago rigida Rolfe
152. Selago rotundifolia L.fil.
153. Selago rubromontana Hilliard
154. Selago saxatilis E.Mey.
155. Selago scabribractea Hilliard
156. Selago scabrida Thunb.
157. Selago serpentina Hilliard
158. Selago seticaulis Hilliard
159. Selago setulosa Rolfe
160. Selago singularis Hilliard
161. Selago speciosa Rolfe
162. Selago spectabilis Hilliard
163. Selago spinea Link
164. Selago stenostachya Hilliard
165. Selago stewartii S.Moore
166. Selago subspinosa Hilliard
167. Selago swaziensis Rolfeapud Bolus
168. Selago swynnertonii (S.Moore) Eyles
169. Selago tarachodes Hilliard
170. Selago tenuifolia (Rolfe) Hilliard
171. Selago tenuis E.Mey.
172. Selago thermalis Hilliard
173. Selago thomii  Rolfe
174. Selago thomsonii Rolfe
175. Selago thyrsoidea Baker
176. Selago trauseldii Killick
177. Selago trichophylla Hilliard
178. Selago trinervia E.Mey.
179. Selago triquetra L.fil.
180. Selago valliscitri Hilliard
181. Selago variicalyx Hilliard
182. Selago venosa Hilliard
183. Selago verna Hilliard
184. Selago villicaulis Rolfe
185. Selago villosa Rolfe
186. Selago viscosa Rolfe
187. Selago welwitschii Rolfe
188. Selago whyteana Rolfe
189. Selago witbergensis E.Mey.
190. Selago zeyheri Choisy
191. Selago zuluensis Hilliard